# Penionomus dyali
Penionomus dyali är en spindelart som beskrevs av Roewer 1951. Penionomus dyali ingår i släktet Penionomus och familjen hoppspindlar. Inga underarter finns listade i Catalogue of Life.